# Стило
Стило (итал. Stilo) — коммуна в Италии, располагается в регионе Калабрия, подчиняется административному центру Реджо-Калабрия.
Население составляет 2813 человек, плотность населения составляет 36 чел./км². Занимает площадь 78,49 км². Почтовый индекс — 89049. Телефонный код — 0964.
Соседние коммуны: Монастераче, Бивонджи, Камини, Паццано, Серра-Сан-Бруно.
Покровителем коммуны почитается Святой Георгий. Праздник ежегодно отмечается 23 апреля.
Стило входит в список самых красивых небольших населённых пунктов Италии, итальянской ассоциации, популяризирующей малые городки и деревни страны. Из достопримечательностей Стило наиболее известна византийская церковь Каттолика-ди-Стило, Норманнский замок Рожера I а также гроты-пещеры на склонах Монте-Консолино, где в Средние века селились православные византийские монахи.